# Nava de la Asunción
Nava de la Asunción település Spanyolországban, Segovia tartományban. Nava de la Asunción Navas de Oro, Migueláñez, Domingo García, Nieva, Aldeanueva del Codonal, Codorniz, Rapariegos, Santiuste de San Juan Bautista és Coca községekkel határos. Lakosainak száma 2787 fő (2024).

## Népesség
A település népessége az elmúlt években az alábbi módon változott:
| Lakosok száma | 2628 | 2645 | 2875 | 3012 | 3014 | 2941 | 2814 | 2774 | 2751 | 2787 |
|               | 2001 | 2004 | 2007 | 2009 | 2012 | 2014 | 2017 | 2019 | 2022 | 2024 |